# Dunira rubripunctalis
Dunira rubripunctalis là một loài bướm đêm trong họ Erebidae.